# بخش پی پی (شهرستان پیک، اوهایو)
بخش پی پی (به انگلیسی: Pee Pee Township) یک منطقهٔ مسکونی در ایالات متحده آمریکا است که در شهرستان پایک، اوهایو واقع شده‌است.
 بخش پی پی ۸۳٫۹ کیلومتر مربع مساحت و ۷٬۷۷۶ نفر جمعیت دارد و ۲۱۴ متر بالاتر از سطح دریا واقع شده‌است.